# 光叶闭鞘姜
光叶闭鞘姜（学名：Costus tonkinensis）为姜科闭鞘姜属下的一个种。种加名 tonkinensis 意为越南“东京的”。